# Temperatură de autoaprindere
Temperatura de autoaprindere este cea mai mică temperatură la care o substanță se aprinde în atmosferă normală fără a exista o sursă de aprindere locală, de exemplu o flacără sau o scânteie. Ridicarea temperaturii furnizează energia necesară activării reacției de ardere. Cu creșterea presiunii amestecului combustibil temperatura de autoaprindere scade.
În chimie, temperatura de autoaprindere a lichidelor se măsoară folosind un pahar de 500 ml plasat într-un cuptor cu temperatură controlată, conform specificațiilor standardului ASTM E659.

## Procesul fizico-chimic
Autoaprinderea se produce datorită unei reacții de oxidare care generează căldură, care se înmagazinează în substanța combustibilă. Temperatura de autoaprindere, ca proces fizico-chimic nu se corelează cu punctul de inflamabilitate sau temperatura de fierbere a unei substanțe combustibile. Ea este mai mult o măsură pentru sensibilitatea la oxidare (oxidabilitatea) a unei substanțe.

## Relații teoretice
Temperatura de autoaprindere {\displaystyle \scriptstyle T\,} se poate determina teoretic din relația (simplificată):
{\displaystyle {\frac {1}{\theta ^{2}}}e^{-\,{\frac {1}{\theta }}}-{\frac {d\theta }{d\chi }}-\Omega \left(\theta -\theta _{i}\right)=0}
cu condițiile inițiale {\displaystyle \scriptstyle \chi =0\,} și {\displaystyle \scriptstyle \theta =\theta _{i}\,}
unde {\displaystyle \scriptstyle \theta =RT/E\,} este temperatura adimensională, {\displaystyle \scriptstyle R\,} este constanta universală a gazului ideal, {\displaystyle \scriptstyle E\,} este energia de activare a reacției de ardere, {\displaystyle \scriptstyle \chi \,} este o coordonată adimensională care ține cont de concentrațiile reactanților și condițiile de reacție, iar {\displaystyle \scriptstyle \Omega \,} este un coeficient adimensional care ține cont de transferul de căldură la pereții spațiului de ardere.
Soluția acestei ecuații este o exponențială {\displaystyle \scriptstyle \theta =f(\chi )\,}
Temperatura de autoaprindere nu este o constantă de material, căci depinde de {\displaystyle \scriptstyle \chi \,} și {\displaystyle \scriptstyle \Omega \,}, însă în apropierea temperaturii de aprindere exponențiala se îndreaptă brusc în sus, astfel că pentru condițiile de reacție obișnuite în tehnică temperatura de autoaprindere este doar cu câteva grade mai mică decât cea de aprindere și este într-o plajă destul de îngustă ca prin abuz de limbaj să fie considerată o constantă de material.

## Temperaturi de autoaprindere a diferitelor substanțe
Valorile temperaturilor de autoaprindere oferite de literatura de specialitate pot diferi mult în funcție de condițiile în care s-a făcut determinarea. Factorii care influențează pot fi presiunea parțială a oxigenului (variabilă cu altitudinea), umiditatea și fluxul termic schimbat cu pereții.
- Trietilboran: -20 °C
- Silan: <21 °C
- Fosfor alb: 34 °C
- Sulfură de carbon: 90 °C
- Dietileter: 160 °C[7]
- Motorină sau Kerosen: 210 °C
- Petrol lampant: 246 – 280 °C [8]
- Butan: 405 °C[9]
- Hârtie: 450 °C[10] sau 218 – 246 °C[11]
- Magneziu: 473 °C
- Hidrogen: 536 °C[12]
- Monoxid de carbon:650 °C[13] sau 644 – 658 °C[6]
- Metan: 800 – 850 °C[13] sau 650 – 750 °C[6]
- Etan: 550 °C[13] sau sau 550 – 630 °C[6]
- Propan: 550 °C[13]
- Etină (Acetilenă): 335 °C[13] sau 406 – 440 °C[6]